# Klostergut Salbke

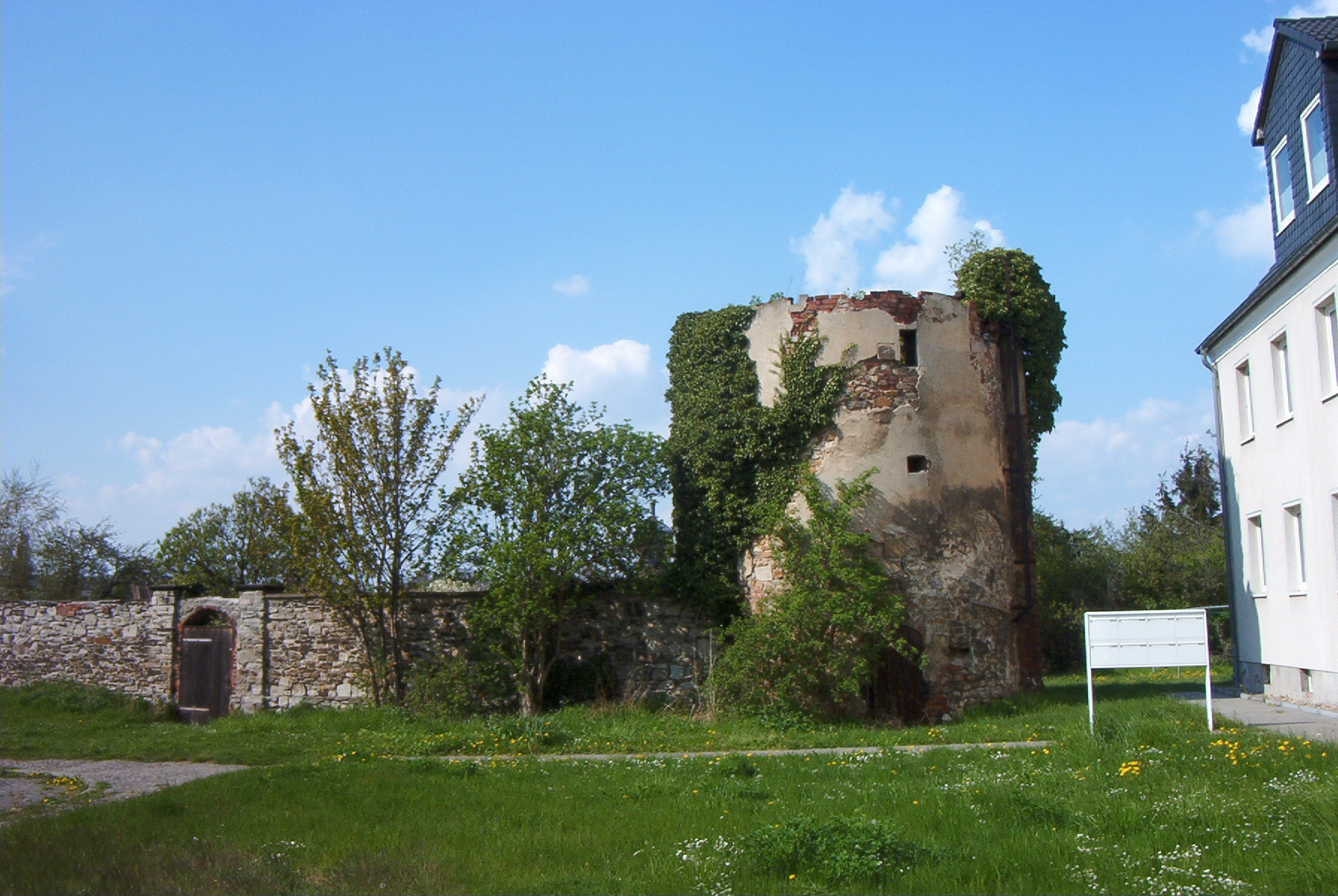
Klostergut Salbke

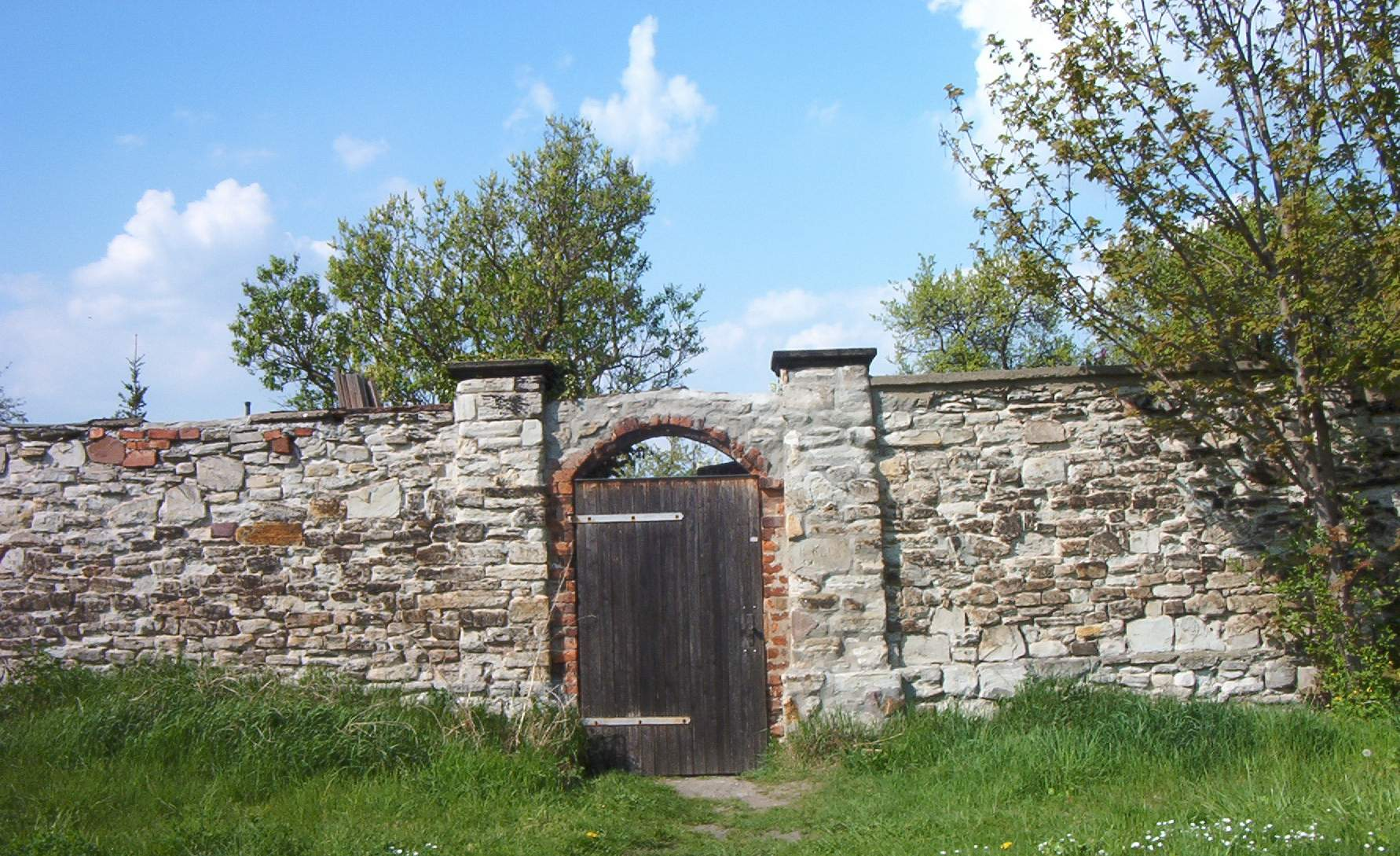
Tor

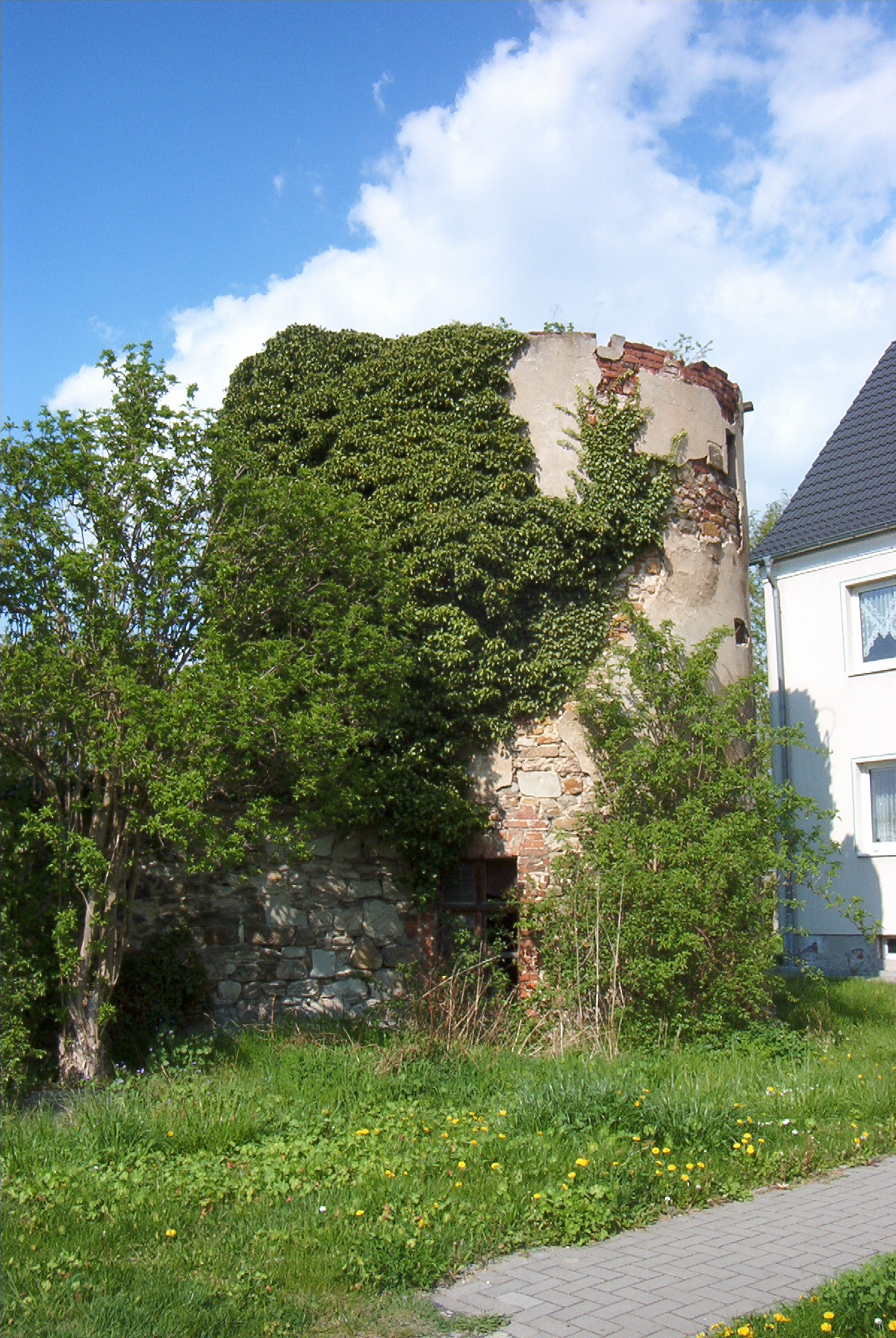
Turmruine des Klostergutes

Das Klostergut Salbke war ein Gutshof im Magdeburger Stadtteil Salbke.

## Geschichte
Das Klostergut gehörte zum Kloster Unser Lieben Frauen in Magdeburg. Verschiedentlich wird auch das nördlich in Buckau ansässige Kloster Berge als Eigentümer vermutet. Allerdings wird ein solches Klostergut des Klosters Berge in der Literatur zu den Besitzverhältnissen des Klosters nicht erwähnt.
Der Ort Salbke wurde häufig mit Besitztümern von Klöstern in Verbindung gebracht, erstmals 937, als Otto I. dem Stift Quedlinburg Güter in Salbke schenkte. 1015 erhielt das Kloster Unser Lieben Frauen von Erzbischof Gero Salbker Ländereien, 1189 besaß das Kloster Münzenberg bei Goslar Grundstücke in Salbke mit einer Meierei und einem Freihof. Ein Vorwerk gehörte dem Kloster Sionsberg in Quedlinburg. Freihof und Vorwerk wurden 1515 an das Kloster Unser Lieben Frauen verkauft. Das Klostergut bewirtschaftete zeitweise 520 Morgen Acker und 140 Morgen Wiese. Vom Klostergut aus wurde auch die dem Kloster gehörende Kreuzhorst auf der anderen Seite der Elbe betreut. Der Zugang dahin erfolgte über die Klosterfähre. Im Zusammenhang mit dem Klostergut stand auch die bereits im 12. Jahrhundert begründete Klostermühle Salbke.
Während des Schmalkaldischen Kriegs 1546/1547 wurden mit Salbke auch die klösterlichen Besitztümer zerstört. Am 4. Dezember 1550 unternahmen Magdeburger Truppen aus der belagerten Stadt per Schiff einen Ausfall und fuhren zwischen den feindlichen Lagern in Cracau und Buckau hindurch bis nach Salbke. Sie plünderten den Klosterhof und setzten ihn in Brand, die Besatzung wurde gefangen genommen. Reste des Klosterguts blieben jedoch bestehen. Im 19. Jahrhundert wurde das ehemalige Klostergut als Bauernhof genutzt. Die Anlage war als unregelmäßiger Dreiseitenhof angelegt. Neben einem Wohnhaus gab es eine Schafstall sowie jeweils zwei Pferde- und Ochsenställe. Der noch erhaltene kreisrunde Turm wurde als Taubenpfeiler bezeichnet. Er entstand im Zeitraum des 18. bis erste Hälfte des 19. Jahrhunderts. Aus dem 19. Jahrhundert stammt die westlich des Turms erhalten gebliebene rundbogige Pforte. Turm, Mauer und Pforte sind aus Bruchsteinen errichtet, wobei anzunehmen ist, dass das Baumaterial aus Abbrüchen mittelalterlicher oder frühneuzeitlicher Gebäude stammte.
1781 pachtete Christian Gottfried Böckelmann, später Bürgermeister von Westerhüsen, das Klostergut, bevor er 1793 den väterlichen Hof in der heutigen Kieler Straße 9 in Westerhüsen übernahm. Zumindest seit 1894 gehörte das Gut den Eigentümern des Saccharin-Werkes Fahlberg-List. Diese beabsichtigten, auf dem Hof ein Kupfer-Extraktionswerk zu errichten, doch wurden die Pläne nie verwirklicht. Stattdessen entstanden auf dem Gelände Wohnungen. Der Turm wurde nach einer Sanierung und der Einarbeitung zweier Fenster als Waschküche genutzt.
Aus dem Gut war der selbständige Gutsbezirk Salbke hervorgegangen. Zu diesem nicht zur Gemeinde Salbke gehörenden Bezirk gehörte neben dem westelbischen Gut auch die ostelbische Kreuzhorst. Am 1. April 1903 wurde der westelbische Teil des Gutsbezirks nach Salbke eingemeindet. Der Ostelbische blieb noch bis 1928 bestehen und wurde dann an Magdeburg angeschlossen.
1960 übernahm das Gelände der Volkseigene Betrieb Fahlberg-List, ließ aber Ställe und Scheune verfallen, so dass sie später für baufällig erklärt werden mussten.

## Reste
Vom Klostergut sind heute nur noch der Turm und eine Bruchsteinmauer erhalten geblieben. Der Name der angrenzenden Straße Klosterhof weist auf das alte Klostergut hin.